# Seznam poslancev štirinajste italijanske legislature
Seznam poslancev štirinajste italijanske legislature prikazuje imena poslancev Štirinajste legislature Italijanske republike po splošnih volitvah leta 2001.

## Povzetek sestave
| Parlamentarne skupine                                      | Začetek | 2001 | 2002 | 2003 | 2004 | 2005 | 2006 |
| ---------------------------------------------------------- | ------- | ---- | ---- | ---- | ---- | ---- | ---- |
| Forza Italia                                               | 178     | 177  | 177  | 176  | 176  | 167  | 167  |
| Democratici di Sinistra - L’Ulivo                          | 136     | 136  | 136  | 136  | 135  | 130  | 129  |
| Alleanza Nazionale                                         | 99      | 99   | 99   | 97   | 97   | 95   | 94   |
| La Margherita - L’Ulivo                                    | 80      | 84   | 77   | 76   | 79   | 80   | 80   |
| Centro Cristiano Democratico - Cristiani Democratici Uniti | 40      | 40   | 40   | 38   | 36   | 38   | 38   |
| Lega Nord                                                  | 30      | 30   | 30   | 29   | 28   | 26   | 26   |
| Partito della Rifondazione Comunista                       | 11      | 11   | 11   | 11   | 11   | 12   | 12   |
| Gruppo misto                                               | 41      | 41   | 48   | 54   | 54   | 63   | 64   |
| • Partito dei Comunisti Italiani                           | 10      | 10   | 10   | 10   | 10   | 10   | 10   |
| • Socialisti Democratici Italiani                          | 9       | 9    | 9    | 9    | 9    | 11   | 11   |
| • Federazione dei Verdi                                    | 8       | 7    | 7    | 7    | 7    | 7    | 7    |
| • Jezikovne manjšine                                       | 5       | 5    | 5    | 5    | 5    | 5    | 5    |
| • Nuovo PSI                                                | 3       | 3    | 6    | 6    | 6    | 6    | 6    |
| • UDEUR                                                    | -       | -    | 7    | 11   | 7    | 13   | 11   |
| • Ecologisti Democratici                                   | -       | -    | -    | -    | -    | 4    | 4    |
| • Movimento Repubblicani Europei                           | -       | -    | -    | -    | -    | -    | 3    |
| • Neodvisni poslanci                                       | 7       | 7    | 4    | 6    | 10   | 7    | 7    |
| Skupaj                                                     | 616     | 618  | 618  | 617  | 616  | 611  | 610  |

## Forza Italia
- Ferdinando Adornato
- Angelino Alfano
- Gioacchino Alfano
- Giuseppe Amato
- Valentina Aprea
- Sabatino Aracu
- Maria Teresa Armosino
- Gianantonio Arnoldi
- Claudio Azzolini
- Giacomo Baiamonte
- Monica Stefania Baldi
- Antonio Barbieri
- Silvio Berlusconi
- Massimo Maria Berruti
- Isabella Bertolini
- Maurizio Bertucci
- Alfredo Biondi
- Gianfranco Blasi
- Paolo Bonaiuti
- Sandro Bondi
- Ciro Borriello
- Aldo Brancher
- Donato Bruno
- Maria Burani Procaccini
- Battista Caligiuri
- Giuseppe Camininiti
- Diego Cammarata
- Cesare Campa
- Antonio Capuano
- Gabriella Carlucci
- Luigi Casero
- Luigi Cesaro
- Marco Cicala
- Fabrizio Cicchitto
- Salvatore Cicu
- Manlio Collavini
- Lucio Colletti
- Francesco Colucci
- Gianfranco Conte
- Nicola Cosentino
- Giuseppe Cossiga
- Raffaele Costa
- Rocco Crimi
- Guido Crosetto
- Paolo Cuccu
- Giacomo de Ghislanzoni Cardoli
- Gregorio Dell'Anna
- Giovanni Dell'Elce
- Giovanni Deodato
- Alberto Di Luca
- Andrea Di Teodoro
- Domenico Di Virgilio
- Ciro Falanga
- Giuseppe Fallica
- Vittorio Emanuele Falsitta
- Massimo Giuseppe Ferro
- Ilario Floresta
- Gregorio Fontana
- Pieralfonso Fratta Pasini
- Franco Frattini
- Daniele Galli
- Giorgio Galvagno
- Fabio Garagnani
- Luigi Gastaldi
- Antonino Gazzara
- Basilio Germanà
- Niccolò Ghedini
- Rodolfo Gigli
- Gaspare Giudice
- Ugo Maria Gianfranco Grimaldi
- Sergio Iannuccilli
- Angelo Michele Iorio
- Giovanni Jacini
- Giorgio Jannone
- Giorgio Lainati
- Roberto Lavagnini
- Luigi Lazzari
- Ivano Leccisi
- Vanni Lenna
- Antonio Leone
- Giuseppe Lezza
- Simonetta Licastro Scardino
- Antonio Lorusso
- Maurizio Enzo Lupi
- Francesco Maione
- Filippo Mancuso
- Giovanni Marras
- Giuseppe Francesco Maria Marinello
- Antonio Martino
- Antonio Martusciello
- Antonio Marzano
- Mario Masini
- Piergiorgio Massidda
- Giovanni Mauro
- Gianfranco Miccichè
- Alberto Michelini
- Lorena Milanato
- Guido Milanese
- Fabio Stefano Milanoli Rota
- Filippo Misuraca
- Gabriella Mondello
- Danilo Moretti
- Nino Mormino
- Luigi Muratori
- Enrico Nan
- Osvaldo Napoli
- Benedetto Nicotra
- Giampaolo Nuvoli
- Antonio Oricchio
- Andrea Giorgio Felice Maria Orsini
- Marcello Pacini
- Nitto Francesco Palma
- Antonio Palmieri
- Giuseppe Palumbo
- Maurizio Paniz
- Patrizia Paoletti Tangheroni
- Eolo Parodi
- Adriano Paroli
- Renzo Patria
- Gaetano Pecorella
- Mario Pepe
- Italico Perlini
- Aldo Perrotta
- Mario Pescante
- Maria Gabriella Pinto
- Beppe Pisanu
- Giancarlo Pittelli
- Guido Possa
- Stefania Prestigiacomo
- Cesare Previti
- Paolo Ricciotti
- Riccardo Ricciuti
- Dario Rivolta
- Paolo Romani
- Giuseppe Romele
- Ettore Romoli
- Roberto Rosso
- Antonio Russo
- Paolo Russo
- Jole Santelli
- Angelo Santori
- Paolo Santulli
- Angelo Sanza
- Michele Saponara
- Luciano Mario Sardelli
- Giuseppe Ferruccio Saro
- Benito Savo
- Claudio Scajola
- Gianluigi Scaltritti
- Paolo Scarpa Bonazza Buora
- Giampietro Scherini
- Giulio Schmidt
- Vittorio Sgarbi
- Domenicantonio Spina Diana
- Francesco Stagno d'Alcontres
- Egidio Sterpa
- Francesco Stradella
- Mario Alberto Taborelli
- Carlo Taormina
- Giuseppe Tarantino
- Vittorio Tarditi
- Piero Testoni
- Roberto Tortoli
- Giulio Tremonti
- Giuliano Urbani
- Mario Valducci
- Giacomo Angelo Rosario Ventura
- Denis Verdini
- Antonio Giuseppe Maria Verro
- Eugenio Viale
- Guido Viceconte
- Luigi Vitali
- Alfredo Vito
- Elio Vito
- Francesco Zama
- Valter Zanetta
- Pierantonio Zanettin
- Marino Zorzato

## Democratici di Sinistra
- Marisa Abbondanzieri
- Salvatore Adduce
- Mauro Agostini
- Gabriele Albonetti
- Erminio Angelo Quartiani
- Franco Angioni
- Fulvia Bandoli
- Roberto Barbieri
- Augusto Battaglia
- Giovanni Bellini
- Giorgio Benvenuto
- Pier Luigi Bersani
- Valter Bielli
- Giorgio Bogi
- Marida Bolognesi
- Francesco Bonito
- Luigi Borrelli
- Domenico Bova
- Gloria Buffo
- Salvatore Buglio
- Claudio Burlando
- Antonello Cabras
- Giuseppe Caldarola
- Valerio Calzolaio
- Piera Capitelli
- Francesco Carboni
- Carlo Carli
- Bruno Cazzaro
- Aldo Cennamo
- Mauro Chianale
- Franca Chiaromonte
- Vannino Chiti
- Massimo Cialente
- Margherita Coluccini
- Nicola Crisci
- Famiano Crucianelli
- Massimo D'Alema
- Silvana Dameri
- Alberta De Simone
- Raffaello De Brasi
- Vincenzo De Luca
- Olga Di Serio D'Antona
- Lorenzo Diana
- Eugenio Duca
- Elena Emma Cordoni
- Piero Fassino
- Marco Filippeschi
- Anna Finocchiaro
- Alberto Fluvi
- Pietro Folena
- Marco Fumagalli
- Renato Galeazzi
- Sergio Gambini
- Pietro Gasperoni
- Luigi Giacco
- Giuseppe Giulietti
- Alfiero Grandi
- Giovanna Grignaffini
- Franco Grillini
- Roberto Guerzoni
- Renzo Innocenti
- Giovanni Kessler
- Grazia Labate
- Carlo Leoni
- Giovanni Lolli
- Mimmo Lucà
- Marcella Lucidi
- Andrea Lulli
- Giuseppe Lumia
- Antonio Luongo
- Giacomo Mancini
- Paola Manzini
- Alessandro Maran
- Beatrice Maria Magnolfi
- Goffredo Maria Bettini
- Paola Mariani
- Raffaella Mariani
- Arnaldo Mariotti
- Riccardo Marone
- Andrea Martella
- Pietro Maurandi
- Graziano Mazzarello
- Giovanna Melandri
- Marco Minniti
- Elena Montecchi
- Carmen Motta
- Fabio Mussi
- Rolando Nannicini
- Gonario Nieddu
- Alberto Nigra
- Gerardo Oliverio
- Luigi Olivieri
- Rosella Ottone
- Giorgio Panattoni
- Laura Pennacchi
- Giuseppe Petrella
- Donato Piglionica
- Roberta Pinotti
- Silvana Pisa
- Barbara Pollastrini
- Aldo Preda
- Franco Raffaldini
- Umberto Ranieri
- Lino Rava
- Carlo Rognoni
- Nicola Rossi
- Giuseppe Rossiello
- Antonio Rotundo
- Antonio Rugghia
- Piero Ruzzante
- Sergio Sabattini
- Italo Sandi
- Alfredo Sandri
- Alba Sasso
- Roberto Sciacca
- Sauro Sedioli
- Marina Sereni
- Vincenzo Siniscalchi
- Antonio Soda
- Valdo Spini
- Alberto Stramaccioni
- Marco Susini
- Pietro Tidei
- Walter Tocci
- Francesco Tolotti
- Lalla Trupia
- Livia Turco
- Walter Veltroni
- Michele Ventura
- Michele Vianello
- Fabrizio Vigni
- Luciano Violante
- Vincenzo Visco
- Mauro Zani
- Katia Zanotti
- Massimo Zunino

## Alleanza Nazionale
- Marco Airaghi
- Roberto Alboni
- Giovanni Alemanno
- Francesco Maria Amoruso
- Gian Franco Anedda
- Pietro Armani
- Alberto Arrighi
- Filippo Ascierto
- Viviana Beccalossi
- Luca Bellotti
- Domenico Benedetti Valentini
- Filippo Berselli
- Italo Bocchino
- Nicola Bono
- Giorgio Bornacin
- Carmelo Briguglio
- Teodoro Buontempo
- Alessio Butti
- Vincenzo Canelli
- Franco Cardiello
- Nuccio Carrara
- Roberto Caruso
- Carla Castellani
- Basilio Catanoso
- Edmondo Cirielli
- Sergio Cola
- Giorgio Conte
- Manlio Contento
- Giulio Conti
- Gennaro Coronella
- Nicolò Cristaldi
- Sandro Delmastro delle Vedove
- Pierfrancesco Emilio Romano Gamba
- Vincenzo Fasano
- Fabio Fatuzzo
- Gianfranco Fini
- Publio Fiori
- Tommaso Foti
- Enzo Fragalà
- Daniele Franz
- Giuseppe Gallo
- Maurizio Gasparri
- Giuseppe Geraci
- Agostino Ghiglia
- Alberto Giorgetti
- Ignazio La Russa
- Giulio Antonio La Starza
- Saverio La Grua
- Donato Lamorte
- Mario Landolfi
- Maurizio Leo
- Ugo Lisi
- Antonino Lo Presti
- Guido Lo Porto
- Stefano Losurdo
- Giulio Maceratini
- Ernesto Maggi
- Gennaro Malgieri
- Gianni Mancuso
- Ugo Martinat
- Luigi Martini
- Altero Matteoli
- Antonio Mazzocchi
- Roberto Menia
- Marcello Meroi
- Vittorio Messa
- Riccardo Migliori
- Alessandra Mussolini
- Angela Napoli
- Vincenzo Nespoli
- Francesco Onnis
- Gian Paolo Landi di Chiavenna
- Benito Paolone
- Antonio Pepe
- Antonio Pezzella
- Carmelo Porcu
- Enzo Raisi
- Luigi Ramponi
- Eugenio Riccio
- Andrea Ronchi
- Guglielmo Rositani
- Stefano Saglia
- Maurizio Saia
- Carmine Santo Patarino
- Giuseppe Scalia
- Gustavo Selva
- Antonio Serena
- Nino Sospiri
- Nino Strano
- Marcello Taglialatela
- Enzo Trantino
- Mirko Tremaglia
- Adolfo Urso
- Giuseppe Valentino
- Aurelio Gironda Veraldi
- Pasquale Viespoli
- Achille Villani Miglietta
- Vincenzo Zaccheo
- Marco Zacchera

## La Margherita
- Lorenzo Acquarone
- Andrea Annunziata
- Egidio Banti
- Giovanni Bianchi
- Enzo Bianco
- Gerardo Bianco
- Franca Bimbi
- Rosy Bindi
- Antonio Boccia
- Angelo Bottino
- Gianclaudio Bressa
- Giuseppe Camo
- Giovanni Carbonella
- Salvatore Cardinale
- Enzo Carra
- Pierluigi Castagnetti
- Fabio Ciani
- Andrea Colasio
- Stefano Cusumano
- Alessandro De Franciscis
- Ciriaco De Mita
- Emilio Del Bono
- Lino Duilio
- Giuseppe Fanfani
- Giuseppe Fioroni
- Maurizio Fistarol
- Dario Franceschini
- Nicola Fusillo
- Giuseppe Gambale
- Roberto Giachetti
- Luigi Giuseppe Meduri
- Tino Iannuzzi
- Salvatore Ladu
- Enrico Letta
- Mario Lettieri
- Tonino Loddo
- Agazio Loiero
- Renzo Lusetti
- Antonio Maccanico
- Pierluigi Mantini
- Luca Marcora
- Franco Marini
- Giovanni Mario Salvino Burtone
- Clemente Mastella
- Sergio Mattarella
- Carla Mazzuca Poggiolini
- Giorgio Merlo
- Enrico Micheli
- Riccardo Milana
- Giuseppe Molinari
- Franco Monaco
- Gianfranco Morgando
- Massimo Ostillio
- Andrea Papini
- Arturo Parisi
- Giorgio Pasetto
- Luigi Pepe
- Roberto Pinza
- Rino Piscitello
- Pino Pisicchio
- Lapo Pistelli
- Antonio Potenza
- Ermete Realacci
- Giuliana Reduzzi
- Donato Renato Mosella
- Ruggero Ruggeri
- Orlando Ruggieri
- Antonio Rusconi
- Roberto Ruta
- Francesco Rutelli
- Giulio Santagata
- Giannicola Sinisi
- Antonello Soro
- Pietro Squeglia
- Marco Stradiotto
- Italo Tanoni
- Domenico Tuccillo
- Gianni Vernetti
- Riccardo Villari
- Domenico Volpini

## Unione dei Democratici Cristiani e di Centro

### Centro Cristiano Democratico
- Ciro Alfano
- Mario Baccini
- Emerenzio Barbieri
- Dorina Bianchi
- Francesco Brusco
- Gianfranco Cozzi
- Giampiero D'Alia
- Rodolfo De Laurentiis
- Giuseppe Drago
- Marco Follini
- Giuseppe Galati
- Carlo Giovanardi
- Silvio Liotta
- Francesco Paolo Lucchese
- Luigi Maninetti
- Erminia Mazzoni
- Antonio Mereu
- Lorenzo Montecuollo
- Giuseppe Naro
- Ettore Peretti
- Bruno Tabacci
- Michele Tucci
- Michele Vietti

### Cristiani Democratici Uniti
- Rocco Buttiglione
- Riccardo Conti
- Luigi D'Agrò
- Carmine De Gennaro
- Teresio Delfino
- Remo Di Giandomenico
- Filippo Maria Drago
- Giuseppe Gianni
- Massimo Grillo
- Anna Maria Leone
- Giovanni Mongiello
- Michele Ranieli
- Francesco Saverio Romano
- Gianfranco Rotondi
- Flavio Tanzilli
- Mario Tassone
- Luca Volontè

## Lega Nord
- Edouard Ballaman
- Giovanna Bianchi Clerici
- Umberto Bossi
- Federico Bricolo
- Davide Caparini
- Alessandro Cè
- Giovanni Didonè
- Gianpaolo Dozzo
- Guido Dussin
- Luciano Dussin
- Cesare Ercole
- Pietro Fontanini
- Dario Galli
- Andrea Gibelli
- Giancarlo Giorgetti
- Carolina Lussana
- Roberto Maroni
- Piergiorgio Martinelli
- Francesca Martini
- Daniele Molgora
- Giancarlo Pagliarini
- Ugo Parolo
- Massimo Polledri
- Cesare Rizzi
- Flavio Rodeghiero
- Guido Giuseppe Rossi
- Sergio Rossi
- Stefano Stefani
- Giacomo Stucchi
- Luigino Vascon

## Gruppo misto

### Partito della Rifondazione Comunista
- Fausto Bertinotti
- Titti De Simone
- Elettra Deiana
- Alfonso Gianni
- Franco Giordano
- Ramon Mantovani
- Graziella Mascia
- Giuliano Pisapia
- Giovanni Russo Spena
- Tiziana Valpiana
- Nichi Vendola

### Socialisti Democratici Italiani
- Giuseppe Albertini
- Enrico Boselli
- Enrico Buemi
- Enzo Ceremigna
- Lello Di Gioia
- Franco Grotto
- Ugo Intini
- Domenico Pappaterra
- Roberto Villetti

### Partito dei Comunisti Italiani
- Katia Bellillo
- Armando Cossutta
- Maura Cossutta
- Oliviero Diliberto
- Claudio Franci
- Nerio Nesi
- Gabriella Pistone
- Marco Rizzo
- Cosimo Giuseppe Sgobio
- Saverio Vertone Grimaldi

### Federazione dei Verdi
- Marco Boato
- Mauro Bulgarelli
- Paolo Cento
- Laura Cima
- Marco Lion
- Alfonso Pecoraro Scanio
- Carla Rocchi
- Luana Zanella

### Jezikovne manjšine

#### Südtiroler Volkspartei
- Siegfried Brugger
- Johann Georg Widmann
- Karl Zeller

#### Stella Alpina
- Ivo Collé

#### Unione Autonomista Ladina
- Giuseppe Detomas

### Nuovo PSI
- Bobo Craxi
- Vincenzo Milioto
- Chiara Moroni

### Neodvisni poslanci
- Michele Cossa
- Gianstefano Frigerio
- Giorgio La Malfa
- Nicolò Nicolosi
- Pier Ferdinando Casini
- Roberto Damiani
- Riccardo Illy

## Spremembe

### Spremembe v sestavi Zbornice
- Dne 30.5.2001 poslanca Walter Veltroni (Democratici di Sinistra - L’Ulivo), ki je odstopil istega dne, zamenja Sesa Amici (Democratici di Sinistra - L’Ulivo).
- Dne 20.6.2001 so bili razglašeni za poslance Paolo Gentiloni, Santino Adamo Loddo in Gabriele Frigato, in se pridružijo La Margherita - L’Ulivo.
- Dne 11.7.2001 poslanko Viviana Beccalossi (Alleanza Nazionale), ki je odstopila istega dne, zamenja Daniela Santanchè (Alleanza Nazionale).
- Dne 1.8.2001 poslanca Guido Lo Porto (Alleanza Nazionale), odstopil dne 31.7.2001, zamenja Pietro Cannella (Alleanza Nazionale).
- Dne 27.4.2005 poslanca Lucio Colletti (Forza Italia), umrl dne 3.11.2001, zamenja Paolo Dalle Fratte (Forza Italia).
- Dne 27.4.2005 poslanca Angelo Michele Iorio (Forza Italia), odstopil dne 15.1.2003, zamenja Riccardo Tamburro (Forza Italia).
- Dne 28.10.2003 poslanca Riccardo Illy (Gruppo misto - Neodvisni poslanci), odstopil dne 18.6.2003, zamenja Ettore Rosato (La Margherita - L’Ulivo), po dopolnilnih volitvah.
- Dne 26.10.2004 poslanca Gianfranco Cozzi (Unione dei Democratici Cristiani e di Centro), umrl dne 8.6.2004, zamenja Stefano Zara (Gruppo misto - Neodvisni poslanci), po dopolnilnih volitvah.
- Dne 27.10.2004 poslanca Pier Luigi Bersani (Democratici di Sinistra - L’Ulivo), odstopil dne 19.7.2004, zamenja Massimo Tedeschi (Democratici di Sinistra - L’Ulivo), po dopolnilnih volitvah.
- Dne 20.7.2004 poslancaa Fausto Bertinotti (Rifondazione Comunista), odstopil dne 19.7.2004, zamenja Marilde Provera (Rifondazione Comunista)a.
- Dne 26.10.2004 poslanca Umberto Bossi (Lega Nord), odstopil dne 19.7.2004, zamenja Roberto Zaccaria (La Margherita - L’Ulivo), po dopolnilnih volitvah.
- Dne 29.10.2004 poslanca Massimo D’Alema (Democratici di Sinistra - L’Ulivo), odstopil dne 19.7.2004, zamenja Lorenzo Ria (La Margherita - L’Ulivo), po dopolnilnih volitvah.
- Dne 20.7.2004 poslanca Enrico Letta (La Margherita - L’Ulivo), odstopil dne 19.7.2004, zamenja Mauro Maria Marino (La Margherita - L’Ulivo).
- Dne 28.10.2004 poslanca Alessandra Mussolini (Gruppo misto - Neodvisni poslanci), odstopila dne 19.7.2004, zamenja Sergio D'Antoni (La Margherita - L’Ulivo), po dopolnilnih volitvah.
- Dne 27.10.2004 poslanca Lapo Pistelli (La Margherita - L’Ulivo), odstopil dne 19.7.2004, zamenja Antonello Giacomelli (La Margherita - L’Ulivo), po dopolnilnih volitvah.
- Dne 27.10.2004 poslanca Marco Rizzo (Comunisti Italiani), odstopil dne 19.7.2004, zamenja Severino Galante (Comunisti Italiani), po dopolnilnih volitvah.
- Dne 20.7.2004 poslanca Mauro Zani (Democratici di Sinistra - L’Ulivo), odstopil dne 19.7.2004, zamenja Gian Luigi Boiardi (Democratici di Sinistra - L’Ulivo).
- Dne 27.4.2005 poslanca Franco Frattini (Forza Italia), odstopil dne 22.11.2004, zamenja Michele Zuin (Forza Italia).
- Dne 9.3.2005 poslanca Gian Luigi Boiardi (Democratici di Sinistra - L’Ulivo), ki je odstopil istega dne, zamenja Luciano Pettinari (Democratici di Sinistra - L’Ulivo).
- Dne 27.4.2005 poslanca Claudio Burlando (Democratici di Sinistra - L’Ulivo) zamenja Giovanni Ranisio (Democratici di Sinistra - L’Ulivo).
- Dne 30.6.2005 poslanca Augusto Battaglia (Democratici di Sinistra - L’Ulivo), odstopil dne 26.4.2005, zamenja Michele Pompeo Meta (Democratici di Sinistra - L'Ulivo), po dopolnilnih volitvah.
- Dne 29.6.2005 poslanca Agazio Loiero (La Margherita - L’Ulivo), odstopil dne 26.4.2005, zamenja Nicodemo Nazzareno Oliverio (La Margherita - L’Ulivo), po dopolnilnih volitvah.
- Dne 2.5.2005 poslanca Nichi Vendola (Rifondazione Comunista), ki je odstopil istega dne, zamenja Maria Celeste Nardini (Rifondazione Comunista).
- Dne 14.9.2005 poslanca Agostino Ghiglia (Alleanza Nazionale), odstopil dne 12.9.2005, zamenja Massimiliano De Seneen (Alleanza Nazionale).
- Dne 4.10.2005 poslanca Antonio Marzano (Forza Italia), odstopil dne 28.9.2005, zamenja Antonio Marotta (Unione dei Democratici Cristiani e di Centro).
- Dne 4.10.2005 poslanca Gennario Malgieri (Alleanza Nazionale), odstopil dne 3.10.2005, zamenja Alfredo Mantovano (Alleanza Nazionale).
- Prenehajo s parlamentarnim mandatom brez zamenjave: Fabio Ciani (La Margherita - L’Ulivo), Renato Alboni (Alleanza Nazionale), Alessandro Cè (Lega Nord), Nando Gigli (Forza Italia), Giovanni Bianchi Clerici (Lega Nord), Carlo Rognoni (Democratici di Sinistra - L’Ulivo), Giuliano Urbani (Forza Italia), Massimo Ostillio (Udeur), Nino Sospiri (Alleanza Nazionale).

### Forza Italia
- Dne 10.7.2002 zapusti skupino Filippo Mancuso, in se pridruži skupini misto.
- Dne 6.11.2002 se pridruži skupini Gianstefano Frigerio, prej član skupine misto.
- Dne 18.7.2003 zapusti skupino Maurizio Bertucci, pridruži se Udeur.
- Dne 30.7.2003 se pridruži skupini Francesco Brusco, prej član Unione dei Democratici Cristiani e di Centro.
- Dne 24.2.2004 se pridruži skupini Maurizio Bertucci, prej član Udeur.
- Dne 3.1.2005 zapusti skupino Giampaolo Nuvoli, pridruži se Udeur.
- Dne 1.2.2005 zapustita skupino Sergio Iannuccilli in Antonio Oricchio, pridružita se Udeur.
- Dne 5.5.2005 zapusti skupino Vittorio Sgarbi, in se pridruži skupini misto.
- Dne 6.5.2005 zapusti skupino Paolo Santulli, in se pridruži skupini misto.
- Dne 23.6.2005 zapusti skupino Ciro Falanga, in se pridruži skupini misto.
- Dne 29.7.2005 zapusti skupino Ciro Borriello, pridruži se Udeur.
- Dne 6.10.2005 zapusti skupino Luciano Mario Sardelli, in se pridruži skupini misto.

### Democratici di Sinistra - L’Ulivo
- Na začetku legislature se ne pridruži skupini Claudio Franci, pridruži se Comunisti Italiani.
- Dne 13.4.2005 zapusti skupino Pietro Folena, pridruži se Rifondazione Comunista.
- Dne 9.5.2005 zapusti skupino Roberto Sciacca, pridruži se Comunisti Italiani.
- Dne 24.5.2005 zapusti skupino Italo Sandi, in se pridruži skupini misto.
- Dne 26.9.2005 zapusti skupino Giacomo Mancini, pridruži se Socialisti Democratici Italiani.
- Dne 3.2.2006 zapusti skupino Giorgio Bogi, in se pridruži skupini misto.

### Alleanza Nazionale
- Dne 19.11.2003 zapusti skupino Antonio Serena, in se pridruži skupini misto.
- Dne 3.12.2003 zapusti skupino Alessandra Mussolini, in se pridruži skupini misto.
- Dne 28.7.2005 zapusti skupino Vincenzo Canelli, in se pridruži skupini misto.
- Dne 29.7.2005 zapusti skupino Publio Fiori, in se pridruži skupini misto.

### La Margherita
- Na začetku legislature se ne pridruži skupini Saverio Vertone Grimaldi, pridruži se Partito dei Comunisti Italiani.
- Dne 18.7.2001 se pridruži skupini Carla Rocchi, prej članica  Federazione dei Verdi.
- Dne 27.6.2002 zapustijo skupino Stefano Cusumano, Clemente Mastella, Massimo Ostillio, Luigi Pepe, Pino Pisicchio, Antonio Potenza, pridružijo se Udeur.
- Dne 15.7.2002 zapusti skupino Carla Mazzuca Poggiolini, in se pridruži skupini misto.
- Dne 17.6.2003 zapusti skupino Alessandro De Franciscis, pridruži se Udeur.
- Dne 24.7.2003 zapusti skupino Lorenzo Acquarone, in se pridruži skupini misto.
- Dne 23.3.2005 se pridruži skupini Dorina Bianchi, prej član skupine misto.
- Dne 27.7.2005 se pridruži skupini Stefano Zara, prej član skupine misto.

### Unione dei Democratici Cristiani e di Centro
- Dne 25.3.2003 zapusti skupino Lorenzo Montecuollo, pridruži se Udeur.
- Dne 30.7.2003 zapusti skupino Francesco Brusco, pridruži se Forza Italia.
- Dne 14.10.2004 zapusti skupino Giovanni Mongiello, in se pridruži skupini misto.
- Dne 13.1.2005 zapusti skupino Gianfranco Rotondi, in se pridruži skupini misto.
- Dne 17.1.2005 zapusti skupino Dorina Bianchi, in se pridruži skupini misto.
- Dne 17.11.2005 se pridruži skupini Pier Ferdinando Casini, prej član skupine misto.
- Dne 23.11.2005 se pridruži skupini Vincenzo Canelli, prej član skupine misto.
- Dne 22.12.2005 se pridruži skupini Italo Sandi, prej član skupine misto.

### Lega Nord
- Dne 8.10.2003 zapusti skupino Piergiorgio Martinelli, in se pridruži skupini misto.

### Partito della Rifondazione Comunista
- Dne 18.6.2001 se ustanovi avtonomna skupina.
- Dne 13.4.2005 se pridruži skupini Pietro Folena, prej član Democratici di Sinistra - L’Ulivo.

### Gruppo misto

#### Partito dei Comunisti Italiani
- Na začetku legislature se pridružijo skupini Claudio Franci, prej član Democratici di Sinistra, ter Saverio Vertone Grimaldi, prej član La Margherita.
- Dne 5.5.2005 zapusti skupino Nerio Nesi, pridruži se Socialisti Democratici Italiani.
- Dne 9.5.2005 se pridruži skupini Roberto Sciacca, iz Democratici di Sinistra - L’Ulivo.

#### Federazione dei Verdi
- Dne 18.7.2001 zapusti skupino Carla Rocchi, pridruži se La Margherita - L’Ulivo.

#### Socialisti Democratici Italiani
- Dne 5.5.2005 se pridruži skupini Nerio Nesi, prej član  Comunisti Italiani.
- Dne 26.9.2005 se pridruži skupini Giacomo Mancini, prej član  Democratici di Sinistra - L’Ulivo.

#### Nuovo PSI
- Dne 14.5.2002 se preimenujejo v ‘'’Liberaldemocratici, Repubblicani, Nuovo PSI'’', po pridružitvi Michele Cossa, Giorgio La Malfa, Nicolò Nicolosi, prej člani skupine misto.

#### Udeur
- Dne 1.7.2002 ustanovijo kot komponento skupine misto, po pridružitvi Stefano Cusumano, Clemente Mastella, Massimo Ostillio, Luigi Pepe, Pino Pisicchio, Antonio Potenza, prej člani La Margherita - L’Ulivo.
- Dne 19.7.2002 se pridruži skupini Carla Mazzuca Poggiolini, prej član skupine misto.
- Dne 25.3.2003 se pridruži skupini Lorenzo Montecuollo, prej član Unione dei Democratici Cristiani e di Centro.
- Dne 17.6.2003 se pridruži skupini Alessandro De Franciscis, prej član La Margherita - L’Ulivo.
- Dne 18.7.2003 se pridruži skupini Maurizio Bertucci, prej član Forza Italia.
- Dne 15.9.2003 se pridruži skupini Lorenzo Acquarone, prej član skupine misto.
- Dne 22.1.2004 zapusti skupino Pino Pisicchio, in se pridruži skupini misto.
- Dne 24.2.2004 zapusti skupino Maurizio Bertucci, pridruži se Forza Italia.
- Dne 27.7.2004 zapusti skupino Carla Mazzuca Poggiolini, in se pridruži skupini misto.
- Dne 7.11.2004 zapusti skupino Lorenzo Montecuollo, in se pridruži skupini misto.
- Dne 3.1.2005 se pridruži skupini Giampaolo Nuvoli, prej član Forza Italia.
- Dne 1.2.2005 se pridružita skupini Sergio Iannuccilli in Antonio Oricchio, prej člana Forza Italia.
- Dne 3.2.2005 se pridruži skupini Pino Pisicchio, prej član skupine misto.
- Dne 13.6.2005 se pridruži skupini Paolo Santulli, prej član skupine misto.
- Dne 21.6.2005 se pridruži skupini Giovanni Mongiello, prej član skupine misto.
- Dne 29.7.2005 se pridruži skupini Ciro Borriello, prej član Forza Italia.
- Dne 9.2.2006 zapusti skupino Giovanni Mongiello, in se pridruži skupini misto.
- Dne 28.2.2006 zapusti skupino Pino Pisicchio, in se pridruži skupini misto.

#### Ecologisti Democratici
- Dne 10.2.2005 ustanovijo kot komponento skupine misto, po pridružitvi Publio Fiori, Piergiorgio Martinelli, Lorenzo Montecuollo, Gianfranco Rotondi, prej člani skupine misto.

#### Movimento Repubblicani Europei
- Dne 7.2.2006 ustanovijo kot komponento skupine misto, po pridružitvi Giorgio Bogi, Ciro Falanga, Carla Mazzuca Poggiolini, prej člani skupine  misto.

#### Neodvisni poslanci
- Na začetku legislature se pridružijo skupini Michele Cossa (Riformatori Sardi), Giorgio La Malfa (Partito Repubblicano Italiano), Nicolò Nicolosi (Nuova Sicilia), Gianstefano Frigerio (Forza Italia), Pier Ferdinando Casini (Unione dei Democratici Cristiani e di Centro), Roberto Damiani, Riccardo Illy (La Margherita).
- Dne 14.5.2002 zapustijo skupino Michele Cossa, Giorgio La Malfa, Nicolò Nicolosi, in se pridružijo Nuovo PSI.
- Dne 10.7.2002 se pridruži skupini Filippo Mancuso, prej član Forza Italia.
- Dne 15.7.2002 se pridruži skupini Carla Mazzuca Poggiolini, prej član La Margherita - L’Ulivo.
- Dne 19.7.2002 zapusti skupino Carla Mazzuca Poggiolini, pridruži se Udeur.
- Dne 6.11.2002 zapusti skupino Gianstefano Frigerio, pridruži se Forza Italia.
- Dne 24.7.2003 se pridruži skupini Lorenzo Acquarone, prej član La Margherita - L’Ulivo.
- Dne 15.9.2003 zapusti skupino Lorenzo Acquarone¸ pridruži se Udeur.
- Dne 8.10.2003 se pridruži skupini Piergiorgio Martinelli, prej članica  Lega Nord.
- Dne 20.11.2003 se pridruži skupini Antonio Serena, prej član Alleanza Nazionale.
- Dne 3.12.2003 se pridruži skupini Alessandra Mussolini, prej član Alleanza Nazionale.
- Dne 22.1.2004 se pridruži skupini Pino Pisicchio, prej član Udeur.
- Dne 27.7.2004 se pridruži skupini Carla Mazzuca Poggiolini, prej član Udeur.
- Dne 14.10.2004 se pridruži skupini Giovanni Mongiello, prej član Unione dei Democratici Cristiani e di Centro.
- Dne 7.11.2004 se pridruži skupini Lorenzo Montecuollo, prej član Udeur.
- Dne 13.1.2005 se pridruži skupini Gianfranco Rotondi, prej član Unione dei Democratici Cristiani e di Centro.
- Dne 17.1.2005 se pridruži skupini Dorina Bianchi, prej član Unione dei Democratici Cristiani e di Centro.
- Dne 3.2.2005 zapusti skupino Pino Pisicchio, pridruži se Udeur.
- Dne 10.2.2005 zapustijo skupino Publio Fiori, Piergiorgio Martinelli, Lorenzo Montecuollo, Gianfranco Rotondi, in se pridružijo Ecologisti Democratici.
- Dne 23.3.2005 zapusti skupino Dorina Bianchi, pridruži se La Margherita - L’Ulivo.
- Dne 5.5.2005 se pridruži skupini Vittorio Sgarbi, prej član Forza Italia.
- Dne 6.5.2005 se pridruži skupini Paolo Santulli, prej član Forza Italia.
- Dne 13.6.2005 zapusti skupino Paolo Santulli, pridruži se Udeur.
- Dne 21.6.2005 zapusti skupino Giovanni Mongiello, pridruži se Udeur.
- Dne 23.6.2005 se pridruži skupini Ciro Falanga, prej član Forza Italia.
- Dne 24.6.2005 se pridruži skupini Italo Sandi, prej član  Democratici di Sinistra - L’Ulivo.
- Dne 27.7.2005 zapusti skupino Stefano Zara, pridruži se La Margherita - L’Ulivo.
- Dne 28.7.2005 se pridruži skupini Vincenzo Canelli, prej član Alleanza Nazionale.
- Dne 29.7.2005 se pridruži skupini Publio Fiori, prej član Alleanza Nazionale.
- Dne 6.10.2005 se pridruži skupini Luciano Mario Sardelli, prej član Forza Italia.
- Dne 17.11.2005 zapusti skupino Pier Ferdinando Casini, pridruži se Unione dei Democratici Cristiani e di Centro.
- Dne 23.11.2005 zapusti skupino Vincenzo Canelli, pridruži se Unione dei Democratici Cristiani e di Centro.
- Dne 22.12.2005 zapusti skupino Italo Sandi, pridruži se Unione dei Democratici Cristiani e di Centro.
- Dne 3.2.2006 se pridruži skupini Giorgio Bogi, prej član  Democratici di Sinistra - L’Ulivo.
- Dne 7.2.2006 zapustijo skupino Giorgio Bogi, Ciro Falanga, Carla Mazzuca Poggiolini, in se pridružijo Movimento Repubblicani Europei.
- Dne 9.2.2006 se pridruži skupini Giovanni Mongiello, prej član Udeur.
- Dne 28.2.2006 se pridruži skupini Pino Pisicchio, prej član Udeur.